# Hospital Naval Marcílio Dias
O Hospital Naval Marcílio Dias (HNMD) é uma Organização Militar da Marinha do Brasil localizada na cidade do Rio de Janeiro. O seu nome homenageia Marcílio Dias, herói da Guerra da Tríplice Aliança. 
É a principal instituição de saúde da Marinha do Brasil e a única com capacidade de realizar atendimento de casos de alta complexidade. Faz todo o atendimento terciário da Marinha e é também um centro de referência nacional, recebendo pacientes de casos complexos de todo o país.

## Antecedentes
Nos antecedentes do Hospital Naval Marcílio Dias está a criação em 1834 do Hospital da Marinha da Corte (atual Hospital Central da Marinha) na Ilha das Cobras, mas somente em 1848 foi provido de médicos e enfermeiros. Em 1857 foi criada a Companhia de Enfermeiros, chefiada por um sargento.
Em 1926 um grupo de esposas de oficiais, com o propósito de prestar assistência social e educacional a filhos de praças da mesma arma, fundaram a Casa de Marcílio Dias, instituição filantrópica. Em 1934, a Associação Mantenedora da Casa doou o imóvel (casa e terreno circundante) à Marinha, que aí instalou o Instituto Naval de Biologia (INB), criado oficialmente em 8 de fevereiro de 1939, destinado a pesquisas experimentais, preparo de pesquisas biológicas e ensino técnico, tendo, como anexo, um hospital para tratamento do pessoal da Armada que sofria de doenças infectocontagiosas ou parasitárias.
Com o aumento da demanda pelos serviços, a Marinha adquiriu um terreno contíguo ao Instituto, onde foi construído um novo pavilhão, disponibilizando 120 leitos para atendimento a doentes de tuberculose em estado avançado. Inaugurado em junho de 1940, foi batizado com o nome de Pavilhão Carlos Frederico, em homenagem ao último chefe do Corpo de Saúde da Armada Imperial. Um novo pavilhão foi inaugurado, a 17 de dezembro de 1946, disponibilizando 42 leitos destinados a pacientes em isolamento, batizado com o nome de Pavilhão Heraldo Maciel, em homenagem ao primeiro diretor do INB.

## O Hospital Naval
Em 16 de agosto de 1949, o INB passou a se denominar Hospital de Doenças Infecto-Contagiosas. Em 23 de abril de 1951, conforme o Decreto nº 29.486, o INB e o conjunto de edificações existentes, passaram a se chamar Hospital Naval Marcílio Dias (HNMD), responsável por coordenar, controlar e prestar assistência na área do 1º Distrito Naval, bem como pelo ensino e a pesquisa. No mesmo ano o complexo foi ampliado com o Pavilhão Meirelles, capacitando-o a operar como hospital geral. Em 1954, a Marinha do Brasil voltava a dar atenção à pesquisa, criando no HNMD uma Seção de Cirurgia Experimental para treinamento dos seus médicos e pesquisa com novos medicamentos, sendo o embrião do futuro Instituto de Pesquisas Biomédicas (IPB).
Em 22 de setembro de 1972, pelo Decreto nº 71.121, por ter o Instituto de Pesquisas Biomédicas em sua estrutura, transformou-se em Instituição Científica e Tecnológica, mantendo vínculo com a Secretaria de Ciência e Tecnologia da Marinha, sendo reestruturado com o nome Centro Médico Naval Marcílio Dias (CMNMD). Este novo organismo tinha como atribuições coordenar, controlar e prestar assistência médica na região do 1° Distrito Naval, e ainda as funções de ensino e de pesquisa.

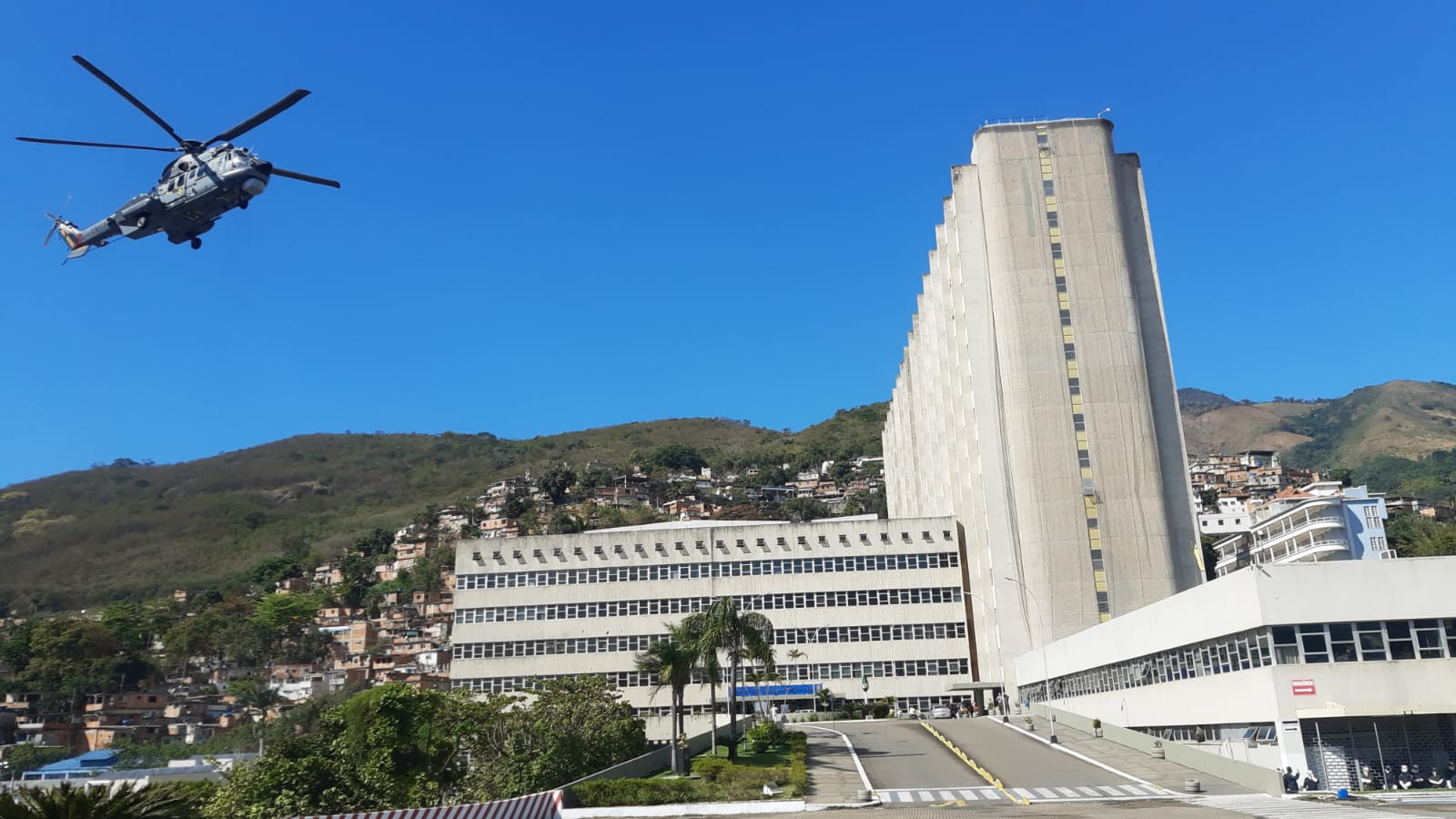
Aeronave em aproximação ao Hospital Marcílio Dias

Com o advento, ainda no mesmo ano (1972), do Fundo de Saúde da Marinha (FUSMA), afirmava-se a necessidade da construção de um hospital de base, cuja pedra fundamental foi lançada 16 de julho de 1975. Inaugurado em 8 de fevereiro de 1980, o CMNMD continuou desenvolvendo atividade assistencial, e incorporou a Escola de Auxiliares de Enfermagem que funcionava no Hospital Central da Marinha. Em 1979, pelo Decreto nº 8.316, esta escola foi reorganizada e ampliada como a Escola de Saúde, de nível superior e médio, reconhecida pelo MEC, com cursos de Auxiliar e Técnico de Enfermagem, Residências de Medicina, Odontologia, Enfermagem e Farmácia; além de cursos de aperfeiçoamento em Suporte Básico de Vida (à distância) e Enfermagem Operativa. No mesmo ano, através da Lei 5450/79, a antiga Seção de Cirurgia Experimental passou a ser um Departamento do CMNMD. Em 1981 foram construídas novas instalações para o Instituto de Pesquisas Biomédicas. Em 24 de março de 1988, pelo Decreto nº 95.869, o Centro Médico Naval foi extinto e voltou a antiga denominação de Hospital Naval Marcílio Dias, incorporando as funções do CMNMD de formação técnica e aperfeiçoamento dos militares da área de Saúde, além da pesquisa.
A partir de 2007 o Instituto de Pesquisas Biomédicas foi reaparelhado e em 9 de novembro de 2009 foi instalado em um anexo novo, continuando subordinado à Direção do HNMD. Em anos recentes as instalações do hospital foram reformadas, o Setor de Arquivo Médico e Estatístico foi reorganizado, informatizado e conectado aos outros setores do hospital, foi criado um Centro de Medicina Nuclear, que de acordo com a Fundação Oswaldo Cruz é "referência no atendimento a radio-acidentados", a Odontoclínica Central passou por ampliação e revitalização, e foram adquiridos novos equipamentos de alta tecnologia, Segundo Michael Ribeiro, "essa revitalização do material proporcionou a realização de diagnósticos mais eficazes, e menos custosos, pois reduzem a necessidade de encaminhamento a clínicas conveniadas".

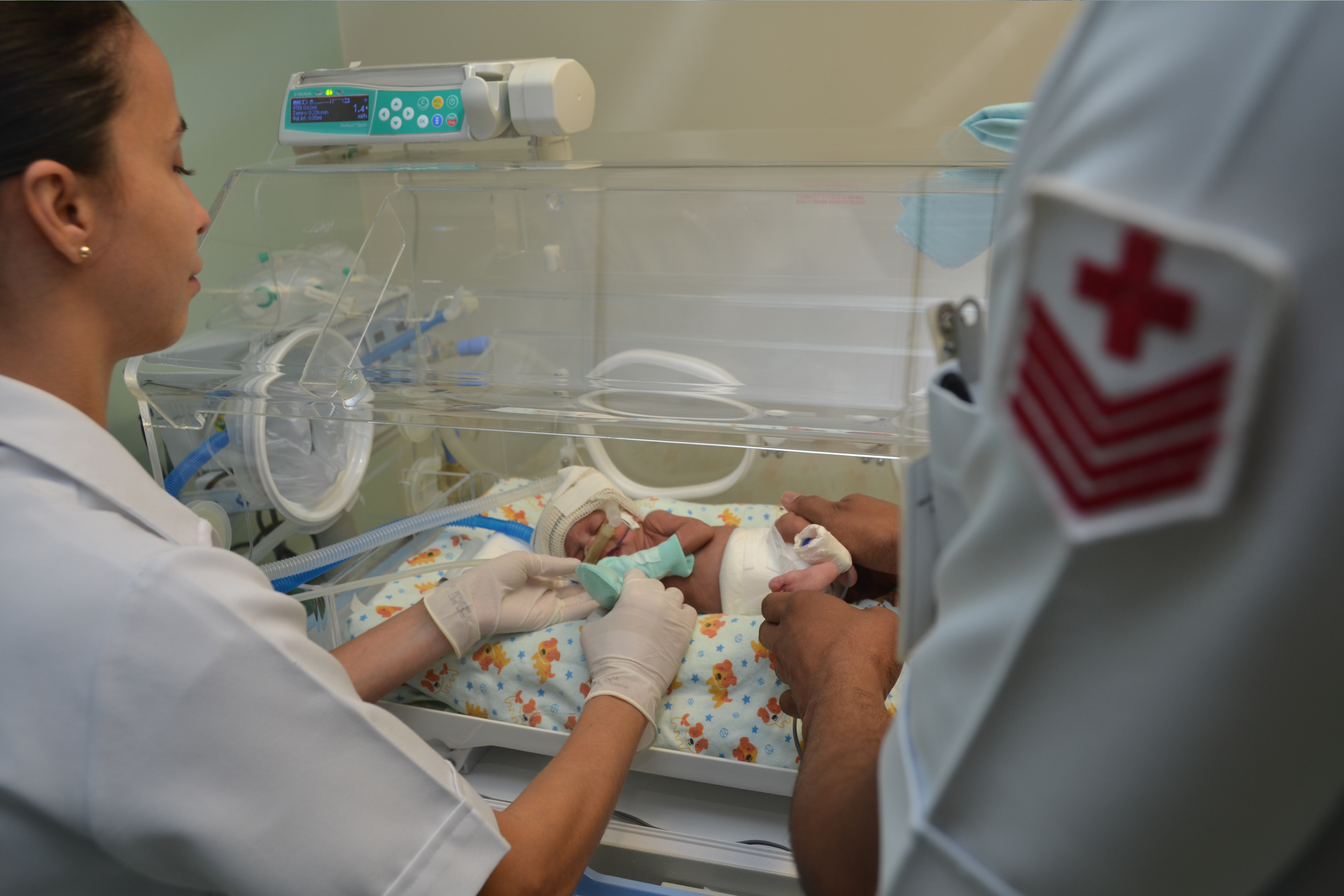
Atendentes de Pediatria e Obstetrícia

Na avaliação do Instituto Superior de Ciências da Saúde Carlos Chagas, o Hospital Naval é "um dos mais avançados complexos hospitalares do país, principal instituição de Saúde da Marinha do Brasil, constitui-se em centro de referência nacional". Para Rodrigo Collazo et al., é "a principal instituição de saúde da Marinha do Brasil", e para Marcelino José Jorge et al., é "hospital de referência", "dotado de pessoal altamente capacitado e equipamentos sofisticados", sendo capaz "de atendimento e tratamento de enfermidades de alta complexidade e receber pacientes de todas as Unidades do sistema". Segundo Viviane Câmara, é "atualmente (2008) um dos mais avançados complexos hospitalares do Brasil. Pronto para o atendimento tanto à família naval como às outras Forças e à população em situações emergenciais".

## Capacidade
Em 2009 era composto por uma unidade de internação com 530 leitos, 80 consultórios e 54 clínicas/serviços, contando com equipamento médico de última geração.

## Pesquisa
O hospital busca o apoio à pesquisa, ao ensino e à assistência técnica nas áreas biomédicas por intermédio da Fundação AMarcílio que é uma fundação de apoio à pesquisa científica.